# Macrochiton macromelos
Macrochiton macromelos är en insektsart som beskrevs av Montealegre-z. och G.K. Morris 1999. Macrochiton macromelos ingår i släktet Macrochiton och familjen vårtbitare. Inga underarter finns listade i Catalogue of Life.